# Hollandsk auktion
Hollandsk auktion er en auktion, hvor auktionarius udbyder varen til en høj pris og efterhånden sænker den. 
Det er i modsætning til en almindelig auktion, hvor interesserede købere begynder at byde så lavt som muligt. Auktionarius spørger, om der er nogen, der vil byde vurderingsprisen og sænker så prisen til en interesseret byder. Andre kan byde over, og højestbydende er køber.
Fordelen ved hollandsk auktion er dens hurtighed. Sælgeren kan også opnå vurderingsprisen.